# 瓦利亞拉鄉

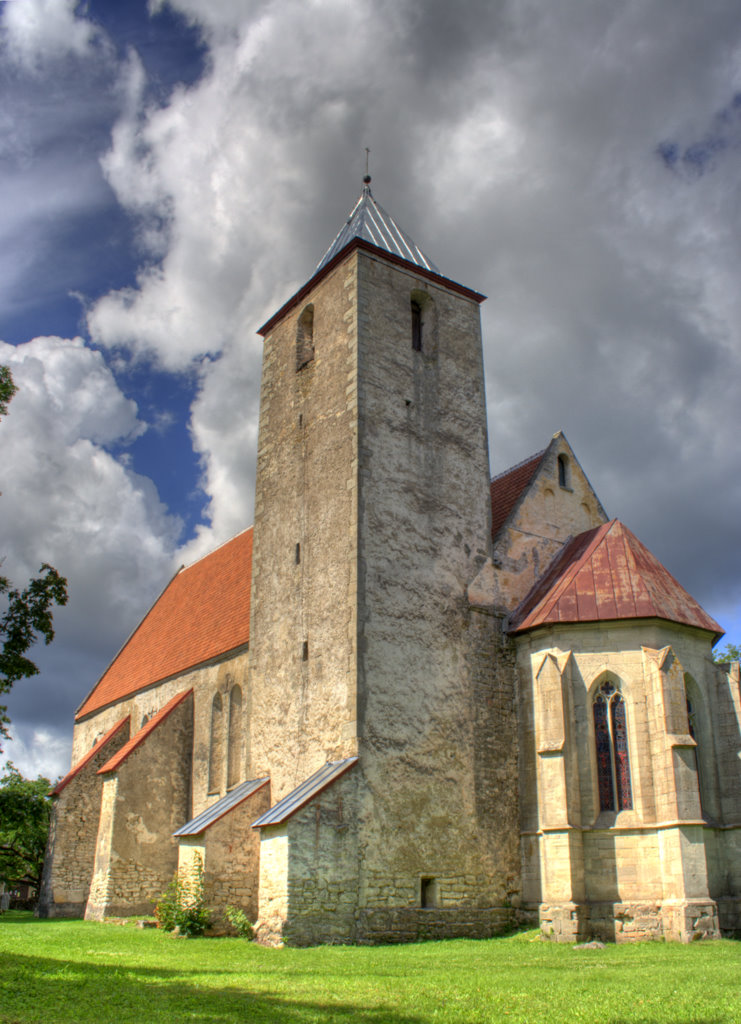
瓦利亚拉教堂

瓦利亞拉鄉，曾是愛沙尼亞薩雷縣的一個鄉村型市镇，位於該國西部，行政中心設於瓦利亞拉，面積180平方公里，2012年人口1,406，人口密度每平方公里8人。
2017年爱沙尼亚行政改革后，包括瓦利亞拉市镇在内的萨雷马岛上的所有12个市镇合并成萨雷马市镇。
58°25′N 22°47′E / 58.41°N 22.79°E